# Wiceadmirał Żukow
Wice-admirał Żukow (ros. Вице-адмирал Жуков), poprzednio Elektrik – trałowiec morski projektu 266M (w kodzie NATO: Natya) Marynarki Wojennej Rosji. Wszedł do służby w 1978 roku, służył we Flocie Czarnomorskiej, początkowo marynarki wojennej ZSRR, a następnie Rosji, pod nazwą „Elektrik”, a od 1985 roku „Wiceadmirał Żukow”. W służbie rosyjskiej nosił numer burtowy 909.

## Budowa
Okręt należał do licznej serii radzieckich trałowców morskich projektu 266M (typu Akwamarin, w kodzie NATO: Natya), budowanej od lat 70. do 90. XX wieku. Trałowce tego typu stanowiły podstawowy typ morskich trałowców pod koniec istnienia ZSRR i przeznaczone były do poszukiwania i niszczenia min w dalszej i bliższej strefie morskiej, osłony konwojów i operacji desantowych oraz służby patrolowej. Stanowiły dalsze rozwinięcie okrętów projektu 266 z lat 60. i zaliczały się do trzeciego pokolenia radzieckich powojennych trałowców. W stosunku do projektu 266 zwiększono rozmiary kadłuba i zastosowano nowsze wyposażenie, w tym nowy trał elektromagnetyczny TEM-4 i holowaną telewizyjno-laserową platformę do wykrywania i niszczenia min dennych KIU-3.
Okręt zbudowany został pod numerem budowy 951 w Stoczni Średnio-Newskiej (Sriednie-Niewskij Sudostroitielnyj Zawod) w Leningradzie, która zbudowała większość okrętów tej serii. Informacje dotyczące jego budowy są jednak rozbieżne. Według niektórych informacji, położenie stępki miało miejsce 25 października 1976 roku, wodowanie 29 października 1977 roku, a przyjęcie do służby w składzie Floty Oceanu Spokojnego 30 grudnia 1977 roku. Według innych informacji, brak jest danych o datach budowy, lecz w czerwcu 1977 roku ukończony już okręt rozpoczął przejście z Bałtyku na Daleki Wschód i we wrześniu tego roku został wcielony do Floty Czarnomorskiej.

## Opis
Wyporność standardowa okrętów wynosiła 745 ton, a pełna 800 ton (spotykane też są inne dane). Obecnie marynarka podaje wyporność 873 tony. Długość okrętów wynosi 61 m, a szerokość 10,2 m. Średnie zanurzenie wynosiło 2,9 m, podawana jest też wartość zanurzenia 3,5 m. Kadłub wykonany jest ze stali małomagnetycznej. Załogę stanowiło 68 ludzi, w tym 6 oficerów.
Napęd stanowiły dwa silniki wysokoprężne M-503M o mocy łącznej 5000 KM, napędzające dwie śruby. Prędkość maksymalna wynosiła 16,5 węzła, a ekonomiczna 12 w. Zasięg przy prędkości ekonomicznej 12 w wynosił 2000 mil morskich, a według innych źródeł 2700 Mm. Maksymalny zapas paliwa wynosił 80 ton, a normalny 48 ton.
Uzbrojenie obronne stanowiły cztery armaty przeciwlotnicze kalibru 30 mm w dwóch dwulufowych wieżach AK-230M, kierowanych radarem MR-104 Rys′, z zapasem 4200 nabojów. Umieszczone były na dziobie oraz na końcu śródokręcia – na skraju wydłużonego pokładu dziobowego. Uzupełniały je cztery armaty plot. kalibru 25 mm 2M-3M w dwóch odkrytych dwulufowych wieżach po obu stronach komina. Obronę przeciwlotniczą dopełniała dwuprowadnicowa wyrzutnia samonaprowadzających się na podczerwień pocisków przeciwlotniczych bliskiego zasięgu Strieła-3, z 20 pociskami.
Broń podwodną stanowiły dwie pięcioprowadnicowe wyrzutnie rakietowych bomb głębinowych RBU-1200 kalibru 250 mm z 30 bombami RGB-12. Okręty mogły przenosić i stawiać 8 min UDM, a według innych źródeł 7 min KMD-1000. Według części źródeł mogły też zabierać maksymalnie do 32 bomb głębinowych BB1 w przypadku zadań zwalczania okrętów podwodnych.
Okręty posiadały komplet trałów do niszczenia różnych rodzajów min: trał kontaktowy GKT-2, trał akustyczny AT-3 i trał elektromagnetyczny TEM-3M lub TEM-4. Wyposażenie ponadto stanowił kompleks KIU-3 do wykrywania i niszczenia min dennych, obejmujący holowaną platformę telewizyjno-laserową do wykrywania min i holowany pojazd z bombami do ich niszczenia.
Okręty były wyposażone w stację hydrolokacyjną do wykrywania min MG-89, stację hydrolokacyjną MG-35 i radar nawigacyjny Don-2. Wyposażenie stanowiły ponadto: stacja rozpoznania radiotechnicznego Bizan′-4B, stacja zakłóceń aktywnych Tiulpan i system identyfikacyjny Nichrom.

## Służba
Okręt był budowany dla radzieckiej Floty Oceanu Spokojnego, ale podczas przejścia z Bałtyku do Władywostoku, na Morzu Śródziemnym doszło do awarii wału napędowego i po próbie naprawy w Aleksandrii, został skierowany na remont do Sewastopola. Ostatecznie pozostał tam, przeniesiony w skład Floty Czarnomorskiej. Według części źródeł, do Floty Czarnomorskiej został włączony po remoncie we wrześniu 1977 roku, a do służby został wcielony 30 stycznia 1978 roku. Według innych informacji, został wcielony do służby we Flocie Oceanu Spokojnego 30 grudnia 1977 roku, a przeniesiony do Floty Czarnomorskiej we wrześniu 1979 roku, względnie dopiero w 1982 roku przeszedł z Floty Bałtyckiej na Morze Czarne. 17 marca 1985 roku okręt przemianowano na „Wice-admirał Żukow”, na cześć wiceadmirała Gawriiła Żukowa.
W swojej karierze okręt pływał na Atlantyku, Oceanie Indyjskim i Zatoce Perskiej. Pod koniec zimnej wojny wchodził w skład 418 Dywizjonu Trałowców 68 Brygady Okrętów Ochrony Rejonu Morskiego w Sewastopolu. Po rozpadzie ZSRR, Flota Czarnomorska przez pewien czas wchodziła w skład Sił Zbrojnych Wspólnoty Niepodległych Państw i dopiero w 1997 roku Rosja i Ukraina zawarły porozumienie o ostatecznym podziale tej floty. Trałowiec „Wice-admirał Żukow” został przejęty przy podziale Floty przez Rosję.
8 września 2017 roku honorowy patronat nad okrętem (szefostwo) objęło miasto Łobnia. W 2017 roku okręt jednak został rozbrojony, a w styczniu 2018 roku wycofany ze służby. Na przełomie 2020-21 został złomowany na miejscu w Sewastopolu.